# ステルンベルギア
ステルンベルギア（学：Sternbergia）はヒガンバナ科に含まれる属の一つ。または、ステルンベルギア属に含まれる種類の総称。

## 特徴
地中海原産の多年草で、黒色の薄皮に覆われた鱗茎を持つ。花の時期は9～10月頃で、花はタマスダレに似て黄色をしている。花後も葉は残り、5〜6月頃に地上部が枯れて夏は休眠する。耐乾性、耐寒性ともに優れ、丈夫な草花である。この事から地植えで栽培される事が多い。最も栽培、流通されている種は、ルテア種でである。他に、クルシアナ種、フィシェリアナ種などももあるが流通量は少ない。共通して土質は乾燥した土壌を好み、日当たりの良い環境を好む。花言葉は「内気」「安寧」「期待」「じれったい」等がある。

## 名称について
名称はオーストリアの植物学者、カシュパル・マリア・シュテルンベルク氏からで、和名の「キバナタマスダレ」は、葉や生態がタマスダレに似ていて、花色が黄色である事にちなむ。英名のYellow star flowerは花の形状が六角形で、色が黄色な事にちなむ。

## 種
参考元はこちら。
- ステルンベルギア・ヴェルナリス

　（Sternbergia vernali）
- ステルンベルギア・カンディダ

　（Sternbergia candida）
- ステルンベルギア・クルシアナ

　（Sternbergia clusiana）
- ステルンベルギア・コルチフローラ

　（Sternbergia colchiciflora）
- ステルンベルギア・プルケラ

　（Sternbergia pulchella）
- ステルンベルギア・ミノイカ

　（Sternbergia minoica）
- ステルンベルギア・ルテア

　（Sternbergia lutea）

## ギャラリー

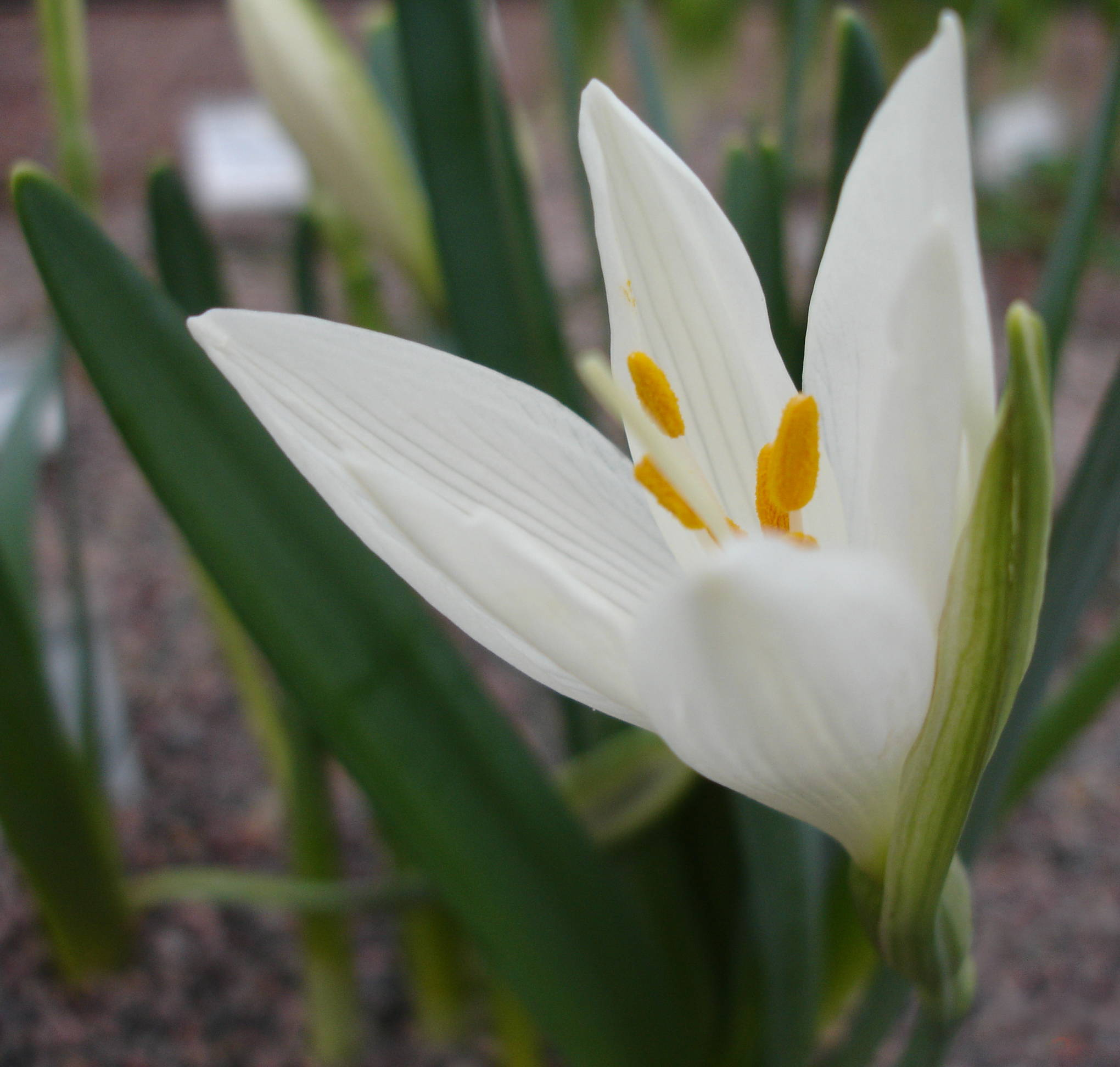
カンディダ種
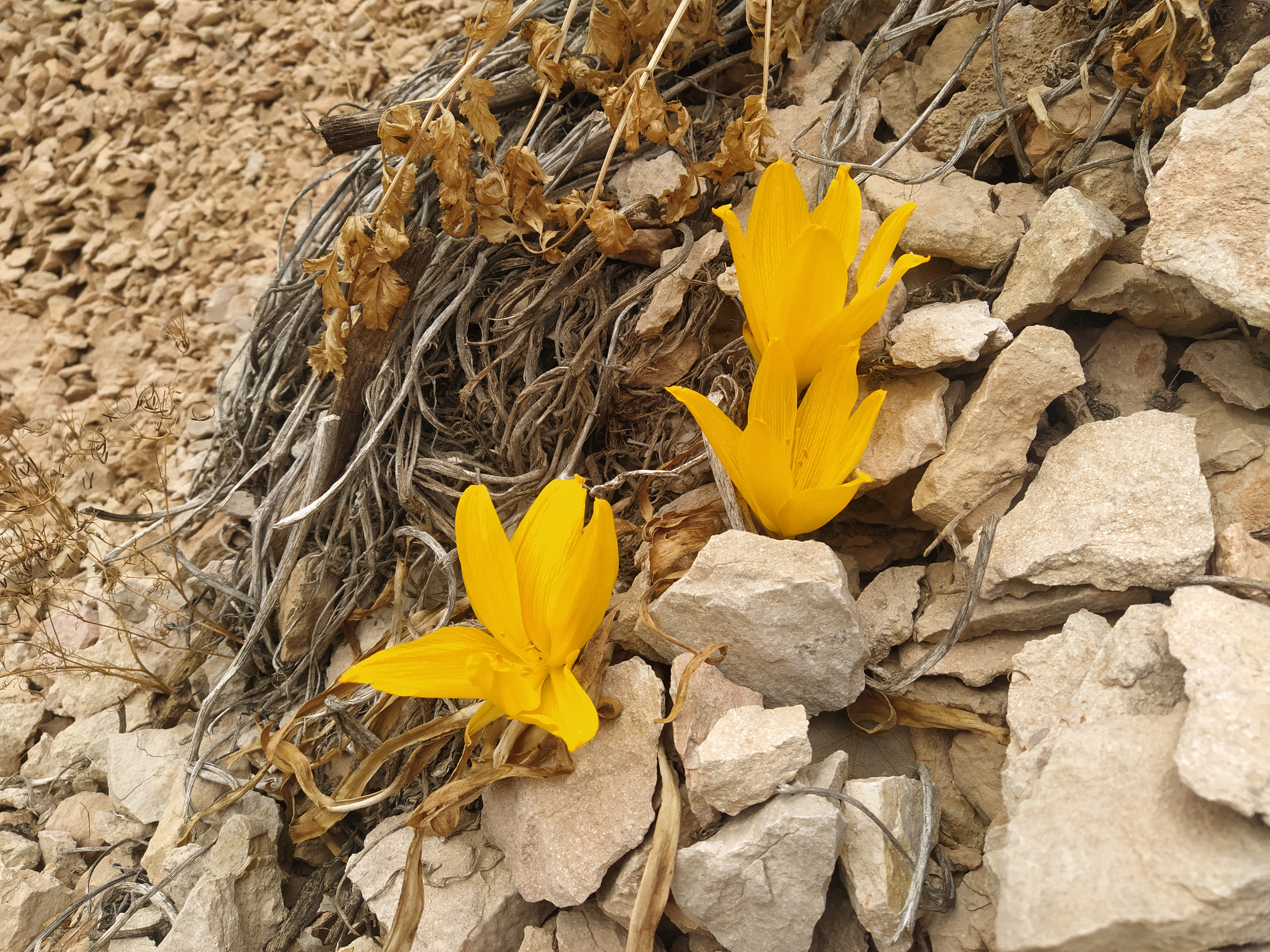
クルシアナ種
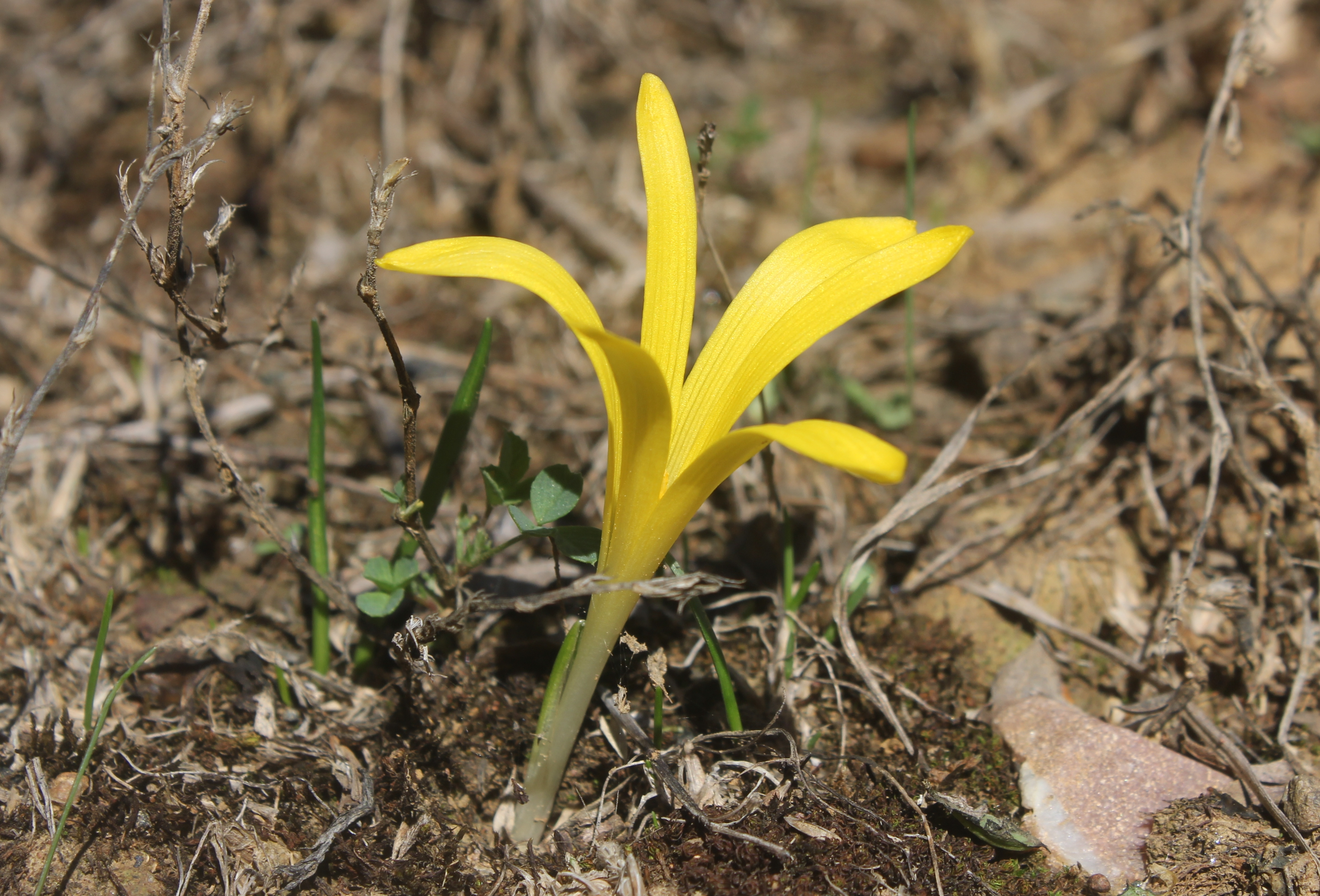
コルチフローラ種